# 北卡罗来纳州内阁
北卡罗来纳州内阁由各执行部门的非民选负责人组成，属于州政府行政部门，但与由全州选举产生、构成政府其他行政领导层的“州务委员会”相互独立。所有内阁部长均由州长任命。

## 历史
1972年6月26日，北卡罗来纳州州长罗伯特·W·斯科特成立了“行政内阁”，作为一个咨询机构，由州务委员会成员、该州行政部门任命的部长以及州长任命的其他成员组成。2012年1月1日，内阁成员因三个内阁级机构合并而减少两个，这三个机构分别是犯罪控制与公共安全部、惩教部以及青少年司法与预防犯罪部，三者合并为新的“公共安全部”。2015年，随着信息技术部和军事与退伍军人事务部的设立，内阁秘书增加两人。随着2022年成人惩教部的成立，内阁再增一人。

## 引用著作
- Fleer, Jack D. . Lincoln: University of Nebraska Press. 1994. ISBN 9780803268852.